# Goma karaya

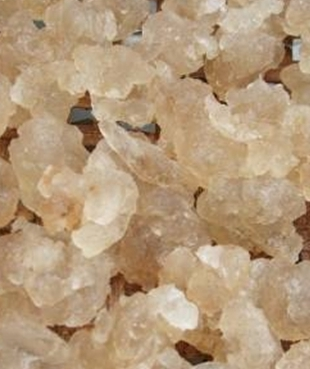
Goma Karaya de Sterculia urens

La goma karaya es una goma vegetal que se obtiene de los exudados de la corteza de los árboles del género Sterculia. La molécula es un polisacárido parcialmente acetilado que consta de una cadena principal compuesta por unidades de D-galacturónico, L-rhamnosa y D-galactosa. Se suele emplear en la industria alimentaria como un espesante de código: E416. Asimismo, se puede utilizar como excipiente en pomadas. Tal es el caso de Sanodin —pomada bucal cuyo principio activo es carbenoxolona—, que se utiliza para el alivio sintomático de pequeñas aftas o úlceras bucales.

## Características
La goma karaya se distingue de otras gomas por la capacidad de hincharse en una suspensión al 60 % de etanol. Se presenta en forma de lágrimas y de tamaño variable. Es muy poco soluble en agua, y además posee una fuerte viscosidad cuando se presenta en altas concentraciones. Su aspecto es muy similar a la goma tragacanto, es por esa razón por la que se empleó a comienzos del siglo xx como un sucedáneo. Se emplea en la industria como emulgente.